# 鍾鑑
鍾鑑（1499年—？），字爾正，别號方塘，山西澤州人，民籍，明朝政治人物。

## 生平
嘉靖四年（1525年）乙酉科山西鄉試第五名舉人。嘉靖八年（1529年）中式己丑科會試第二百五十三名，登第三甲第五十名進士。知巢縣，調獻縣，補洛陽，歷河南知府、陕西副使，陞參政。時關隴大饑，全活以亿万计，方艾，引疾乞休。讀書教子，士論高之。所著有《禮經主義》。

## 家族
曾祖鍾厚，曾任鞏昌府經歷；祖父鍾儼；父鍾珣，贈中憲大夫河南知府。前母李氏：母秦氏。严侍下。兄鍾錫，按察司佥事；鍾铨、鍾鋭、鍾鑾、鍾鏊、鍾镰。弟鍾鑄、鍾鍔（贡士）、鍾釗、鍾铣、鍾鎏、鍾鋐、钟鐏、钟欽、钟鈞、钟鋒。娶张氏，子湛靈，舉人，平凉府同知。